# Abadia de Santa Maria da Ressurreição de Abu Ghosh
A Abadia de Santa Maria da Ressurreição de Abu Ghosh (em hebraico:   המנזר הבנדיקטיני באבו גוש) é uma abadia beneditina na localidade de Abu Ghosh, a oeste de Jerusalém, em Israel.. O mosteiro pertence à corrente Olivetana beneditina. Fica no centro da cidade, junto a uma mesquita.
O lugar onde se localiza este edifício é uma fonte de água sobre a qual os cruzados construíram uma igreja no século XII. No local foi fundado um mosteiro que funcionou até ao século XV. No século XX, após a reativação da presença beneditina, os edifícios do sítio foram renovados ou reconstruídos.
Estabelecida em 1900 para reviver uma antiga igreja construída pelos cruzados que identificaram Abu Gosh com a Emaús do Novo Testamento, alberga presentemente uma comunidade monástica beneditina da tradição Olivetana. A abadia é um dos locais que integram o Domínio nacional francês na Terra Santa.